# Bella Ramsey
Isabella May Ramsey (Nottingham, 25 de setembro de 2003) é uma atriz britânica, que se tornou mais conhecida por ter interpretado Lyanna Mormont na série de drama medieval da HBO, Game of Thrones (2016–2019). Ela também foi responsável por viver a personagem Mildred Hubble na série de televisão The Worst Witch (2017), da CBBC. Em 2023, deu vida a Ellie na série de drama pós-apocalíptica The Last of Us, da HBO, recebendo indicação ao Primetime Emmy Award e ao Globo de Ouro pelo papel.

## Biografia
Isabella May Ramsey nasceu em Nottingham em 25 de setembro de 2003. Ela estudou online na InterHigh School e começou a atuar como hobby aos quatro anos de idade, através da filial de Loughborough da Stagecoach Theatre Arts, onde frequentou por sete anos. Ramsey então foi para a televisão e começou a fazer testes para papéis profissionais.

## Carreira
Entre os anos de 2016 a 2019, Ramsey interpretou Lyanna Mormont na série de drama medieval da HBO, Game of Thrones. Esse foi o primeiro papel creditado de Ramsey. Após sua aparição de estreia em The Broken Man (6ª temporada, episódio 7), fãs e críticos notaram que Ramsey era uma atriz de destaque por retratar o estilo de liderança sensato de sua personagem. Essa reação foi repetida após sua aparição no final da temporada, com o The Hollywood Reporter chamando-a de "estrela emergente da 6ª temporada". Ramsey continuou no papel na sétima e oitava temporada da série.
Ramsey estrelou a adaptação para TV de 2017 dos livros The Worst Witch, como a personagem titular Mildred Hubble, pelo qual ela ganhou o prêmio "Young Performer" no British Academy Children's Awards de 2019. Ramsey anunciou no Instagram que havia deixado a série em 2020 devido a problemas de saúde mental. Seu papel foi reformulado com Lydia Page para a quarta e última temporada.
Em 2018, Ramsey dublou o personagem-título na série original da Netflix, Hilda, pela qual ela ganhou o prêmio BAFTA de 2019 de melhor "Animação Infantil" junto com Luke Pearson, Kurt Mueller e Stephanie Simpson. A série marcou a estreia do talento musical de Ramsey, com sua música de estreia "The Life of Hilda" lançada em 25 de novembro de 2020, e posteriormente em 14 de dezembro de 2020 junto com o lançamento da segunda temporada do programa. Ela reprisou o papel de Hilda no filme especial de 80 minutos, Hilda and the Mountain King, que estreou em 30 de dezembro de 2021.
Em fevereiro de 2021, Ramsey foi escalada para interpretar Ellie, protagonista da série The Last of Us, adaptação do jogo de videogame de mesmo nome. A série foi lançada em janeiro de 2023 pela HBO, sendo considerada uma das melhores adaptações já feitas. Em 2021, ela apareceu no curta-metragem de terror lésbico Requiem, ao lado de Safia Oakley-Green.

## Vida pessoal
Ramsey se identifica como não-binária e é indiferente a quais pronomes são usados para ela, dizendo ao The New York Times, "Eu sou apenas uma pessoa. Ter gênero não é algo que eu particularmente goste, mas em termos de pronomes, eu realmente não poderia me importar menos."
Ramsey foi diagnosticada com autismo aos 18 anos durante as gravações da primeira temporada de The Last of Us. Ela disse que ser neurodivergente influenciou "enormemente" sua carreira e performances.
Ramsey se descreve como cristã, dizendo que sua fé a ajudou quando ela lutava contra a anorexia nervosa. Em 2020, ela criou um canal no YouTube e uma conta relacionada no Instagram chamada United Hope, onde compartilhou sua fé. Além de atuar, Ramsey também toca violão e canta.
Ramsey é vegetariana e se descreve como "quase vegana", sendo também defensora do veganismo.

## Filmografia

### Cinema
| Ano  | Título                          | Papel                  | Nota(s)        | Ref.          |
| ---- | ------------------------------- | ---------------------- | -------------- | ------------- |
| 2017 | Elefthería                      | Ellie                  | Curta-metragem | [ 26 ]        |
| 2018 | Two for Joy                     | Miranda                |                |               |
| 2018 | Holmes & Watson                 | Flotsam                |                |               |
| 2019 | Princess Emmy                   | Princess Gizana (voz)  | Dublagem       |               |
| 2019 | Judy                            | Lorna Luft             |                |               |
| 2019 | Nancy                           | Nancy                  | Curta-metragem | [ 27 ]        |
| 2019 | Zero                            | Alice                  | Curta-metragem |               |
| 2019 | On the Beaches                  | Kitty                  | Curta-metragem |               |
| 2020 | Turtle Journey                  | Tartaruga filha (voz)  | Curta-metragem | [ 28 ] [ 29 ] |
| 2020 | 3 Minutes of Silence            | Jane                   | Curta-metragem |               |
| 2020 | Resistance                      | Elsbeth                |                |               |
| 2021 | Requiem                         | Evelyn                 | Curta-metragem |               |
| 2021 | Villain                         | Georgia                | Curta-metragem |               |
| 2021 | Hilda and the Mountain King     | Hilda (voz)            |                |               |
| 2022 | Catherine Called Birdy          | Lady Catherine / Birdy | Protagonista   | [ 30 ]        |
| 2023 | Chicken Run: Dawn of the Nugget | Molly (voz)            |                | [ 31 ]        |
| TBA  | Monstrous Beauty                | Barbara Field          |                |               |

### Televisão
| Ano           | Título             | Papel              | Nota(s)                           | Ref.          |
| ------------- | ------------------ | ------------------ | --------------------------------- | ------------- |
| 2016–2019     | Game of Thrones    | Lyanna Mormont     | Papel recorrente (Temporadas 6–8) | [ 32 ]        |
| 2017–2020     | The Worst Witch    | Mildred Hubble     | Papel principal (Temporadas 1–3)  | [ 32 ]        |
| 2018          | Requiem            | Matilda jovem      | Episódio: "The Blue Room"         |               |
| 2018–2023     | Hilda              | Hilda (voz)        | Papel principal                   |               |
| 2020          | Shepherd's Delight | Garota do Park     | Episódio "Self-Tape 48"           |               |
| 2020          | His Dark Materials | Angelica           | Papel recorrente; 6 episódios     |               |
| 2020          | Summer Camp Island | Ramona jovem (voz) | Episódio: "Ghost Baby Jabberwock" |               |
| 2022          | Becoming Elizabeth | Jane Grey          | Papel principal                   |               |
| 2023–presente | The Last of Us     | Ellie              | Protagonista                      | [ 33 ] [ 34 ] |
| 2023          | Time               | Kelsey             | 3 episódios (Temporada 2)         |               |

### Vídeo games
| Ano  | Título              | Papel       | Ref.   |
| ---- | ------------------- | ----------- | ------ |
| 2018 | Doctor Who Infinity | Freya (voz) | [ 35 ] |

## Prêmios e indicações
| Ano  | Premiação                  | Categoria                                       | Trabalho Indicado      | Resultado | Ref.   |
| ---- | -------------------------- | ----------------------------------------------- | ---------------------- | --------- | ------ |
| 2018 | RTS North West Awards      | Melhor Talento Revelação                        | The Worst Witch        | Indicada  |        |
| 2018 | BAFTA                      | Melhor Artista Jovem                            | The Worst Witch        | Indicada  | [ 36 ] |
| 2019 | BAFTA                      | Melhor Artista Jovem                            | The Worst Witch        | Venceu    | [ 37 ] |
| 2019 | BAFTA                      | Animação Infantil                               | Hilda                  | Venceu    |        |
| 2020 | British Animation Awards   | Melhor Performance de Voz                       | Hilda                  | Indicada  | [ 38 ] |
| 2020 | CinEuphoria Awards         | Mérito – Prêmio Honorário                       | Game of Thrones        | Venceu    | [ 39 ] |
| 2020 | Screen Actors Guild Awards | Melhor Performance de Elenco em Série Dramática | Game of Thrones        | Indicada  | [ 40 ] |
| 2022 | British Animation Awards   | Melhor Performance de Voz                       | Hilda                  | Indicada  | [ 41 ] |
| 2022 | Critics' Choice Awards     | Melhor Intérprete Jovem                         | Catherine Called Birdy | Indicada  | [ 42 ] |